# Jean-François Niceron
Pour les articles homonymes, voir Niceron.
Jean-François Niceron, né à Paris le 5 juillet 1613 et mort à Aix-en-Provence le 22 septembre 1646, est un géomètre et physicien français, connu pour ses recherches sur l'optique.

## Biographie
Il montra tôt de grandes dispositions en mathématiques. À l'âge de 19 ans, il entra dans l'ordre des Minimes, et, après avoir terminé sa formation de théologie, reprit ses premières occupations en mathématiques, autant que ses devoirs pouvaient le lui permettre. Il fut envoyé deux fois à Rome, profita de son séjour dans cette ville pour visiter les savants et y réalisa au Convento della Santa Trinità dei Monti (Couvent de la Sainte-Trinité-des-Monts) en 1639-40 la première anamorphose géante (21 × 3,5 m), qui se trouve dans la galerie est et virage nord en étage, malheureusement endommagée sur plusieurs mètres. Restaurée à partir de 2005, elle a alors révélé de nombreuses informations, expliqué deux textes qui y sont inscrits et cerné plusieurs petites scènes qui parsèment la représentation. On distingue en oblique saint Jean l’Évangéliste à Patmos, écrivant (?) l’Apocalypse, avec en vue frontale l’île de Patmos. Il revient à Rome pendant dix mois en 1642, alors que le père Emmanuel Maignan, réalisait l’autre grande anamorphose du couvent. Leur conception de l’optique présentait des différences. Il professa ensuite la théologie, et fut enfin choisi par un de ses supérieurs généraux pour l'accompagner dans la visite des couvents de l'ordre en France.
Le père Niceron s'était attaché particulièrement à l'optique, et les progrès qu'il avait fait dans cette science promettaient de sa part de nouvelles découvertes, lorsqu'il mourut en 1646 âgé de 33 ans.

## Publications

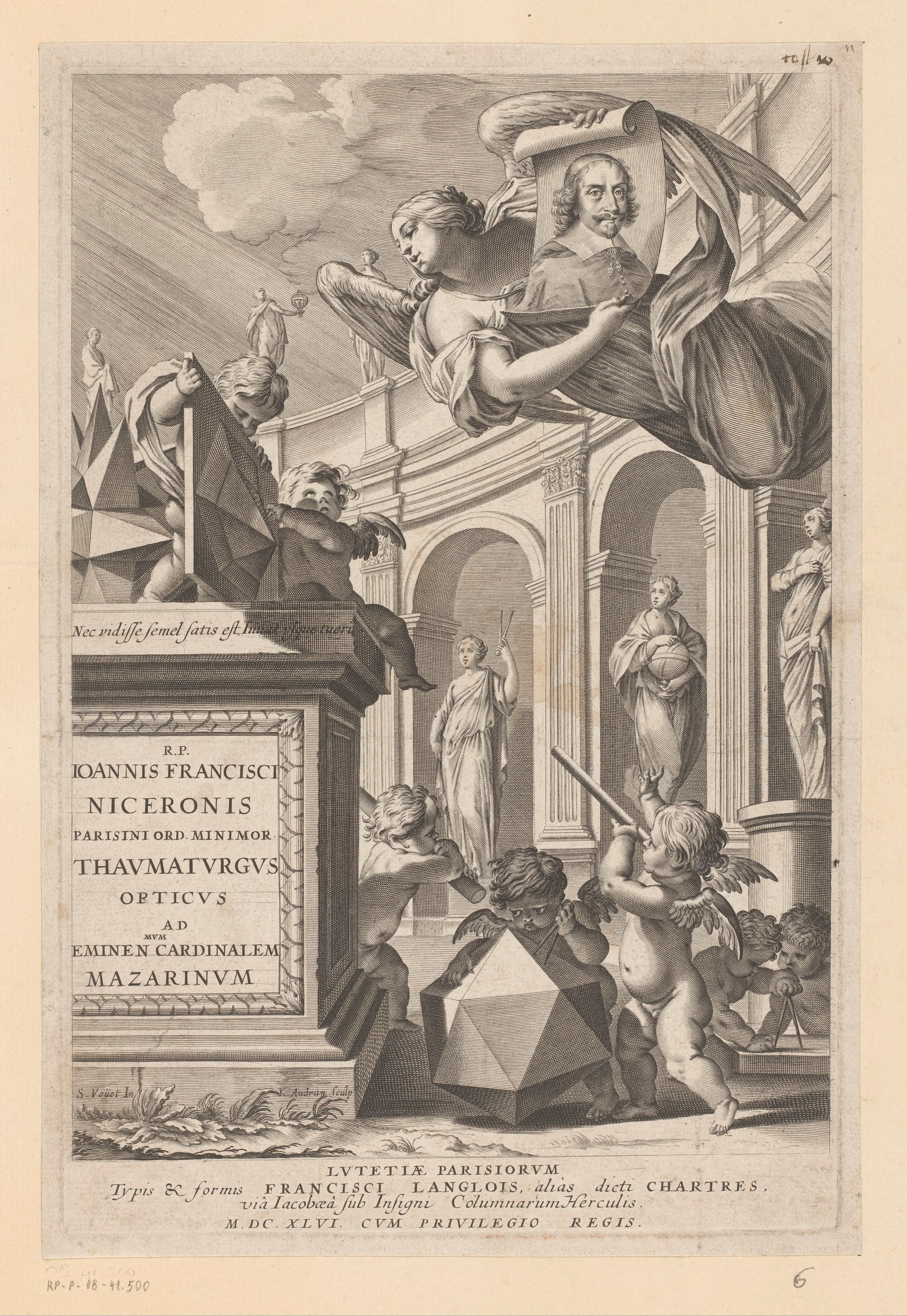
Jean-François Niceron, Thaumaturgus opticus, seu Admiranda Optices, per radium directum (...), Paris, François Langlois, 1646.

On a de lui :
- La Perspective curieuse, magie articielle des effets merveilleux de l'optique par la vision directe, Paris, 1638, in-fol. (lire en ligne), réimprimée avec l'Optique et la Catoptrique du P. Mersenne, ibid., 1652, in-fol. (lire en ligne). Niceron la refondit, l'augmenta d'un grand nombre de remarques et la traduisit en latin sous ce titre : Thaumaturgus opticus, sive amiranda optices, etc., Paris, 1646, in-fol. Cette première partie devait être suivie de deux autres, dont la mort de l'auteur a privé le curieux ;
- L'Interprétation des chiffres, ou Règle pour bien entendre et expliquer facilement toutes sortes de chiffres simples, tirée de l'italien et augmentée, particulièrement à l'usage des langues française et espagnole, Paris, 1641, in-8°. Cet ouvrage fut traduit et réécrit par Antonio Maria Cospi, secrétaire du duc de Toscane (lire en ligne) :
- ouvrages en ligne sur le site Architectura du Centre d'études supérieures de la Renaissance (Tours)[2].

Le portrait du père Niceron a été gravé in-folio par Lasne.